# Diecezja Caldas
Diecezja Caldas (łac. Dioecesis Caldensis, hisz. Diócesis de Caldas) – rzymskokatolicka diecezja w Kolumbii. Biskup Caldas jest sufraganem arcybiskupa Medellín.

Mapa diecezji

## Historia
18 czerwca 1988 roku papież Jan Paweł II mocą konstytucji apostolskiej Omnium Ecclesiarum erygował diecezje Caldas. Dotychczas wierni z tych terenów należeli do archidiecezji Medellín.

## Główne świątynie
- Katedra Katedra Matki Bożej Miłosierdzia w Caldas

## Biskupi diecezjalni
- Germán Garcia Isaza CM (1988 - 2002)
- José Soleibe Arbeláez (2002 - 2015)
- César Alcides Balbín Tamayo (2015 - 2021)
- Juan Fernando Franco Sánchez (od 2022)